# Wimbledon 2018 (turniej legend mężczyzn)
Wimbledon 2018 – turniej legend mężczyzn – zawody deblowe legend mężczyzn, rozgrywane w ramach trzeciego w sezonie wielkoszlemowego turnieju tenisowego, Wimbledonu. Zmagania miały miejsce w dniach 10–15 lipca na trawiastych kortach All England Lawn Tennis and Croquet Club w London Borough of Merton – dzielnicy brytyjskiego Londynu.

## Drabinka

#### Klucz
- w/o – walkower
- k – krecz
- d – dyskwalifikacja
- Q – kwalifikant
- WC – dzika karta
- LL – szczęśliwy przegrany
- Alt – zawodnik zastępczy
- PR – ochrona rankingu
- SE – specjalna przepustka
- ITF – ranking ITF
- JE – ranking juniorski

### Faza finałowa
|  |       |                               |    |   |  |
|  | Finał |                               |    |   |  |
|  |       |                               |    |   |  |
|  |       |                               |    |   |  |
|  |       |                               |    |   |  |
|  | A2    | Colin Fleming Xavier Malisse  | 64 | 4 |  |
|  | A2    | Colin Fleming Xavier Malisse  | 64 | 4 |  |
|  | B4    | Tommy Haas Mark Philippoussis | 7  | 6 |  |
|  | B4    | Tommy Haas Mark Philippoussis | 7  | 6 |  |
|  |       |                               |    |   |  |

### Faza początkowa

#### Grupa A
|    |                                | Clément Maclagan             | Fleming Malisse              | Gimelstob Hutchins     | Rusedski Santoro    | Mecze W–L | Sety W–L | Gemy W–L | Miejsce |
| A1 | Arnaud Clément Miles Maclagan  |                              | 6:7(9), 6:3, 3–10 (10 lipca) | 2:6, 5:7 (12 lipca)    | 7:5, 6:3 (13 lipca) | 1–2       | 3–4      | 32–32    | 2.      |
| A2 | Colin Fleming Xavier Malisse   | 7:6(9), 3:6, 10–3 (10 lipca) |                              | 7:5, 7:6(3) (14 lipca) | 6:4, 7:5 (11 lipca) | 3–0       | 6–1      | 38–32    | 1.      |
| A3 | Justin Gimelstob Ross Hutchins | 6:2, 7:5 (12 lipca)          | 5:7, 6:7(3) (14 lipca)       |                        | 1:6, 4:6 (10 lipca) | 1–2       | 2–4      | 29–33    | 4.      |
| A4 | Greg Rusedski Fabrice Santoro  | 5:7, 3:6 (13 lipca)          | 4:6, 5:7 (11 lipca)          | 6:1, 6:4 (10 lipca)    |                     | 1–2       | 2–4      | 29–31    | 3.      |

#### Grupa B
|    |                                      | Delgado Marray            | Enqvist Johansson            | González Grosjean         | Haas Philippoussis           | Mecze W–L | Sety W–L | Gemy W–L | Miejsce |
| B1 | Jamie Delgado Jonathan Marray        |                           | 6:7(3), 3:6 (12 lipca)       | 6:4, 3:6, 7–10 (14 lipca) | 3:6, 4:6 (10 lipca)          | 0–3       | 1–6      | 25–36    | 4.      |
| B2 | Thomas Enqvist Thomas Johansson      | 7:6(3), 6:3 (12 lipca)    |                              | 5:7, 6:4, 10–4 (10 lipca) | 2:6, 7:6(3), 8–10 (14 lipca) | 2–1       | 5–3      | 34–33    | 2.      |
| B3 | Fernando González Sébastien Grosjean | 4:6, 6:3, 10–7 (14 lipca) | 7:5, 4:6, 4–10 (10 lipca)    |                           | 3:6, 4:6 (12 lipca)          | 1–2       | 3–5      | 29–33    | 3.      |
| B4 | Tommy Haas Mark Philippoussis        | 6:3, 6:4 (10 lipca)       | 6:2, 6:7(3), 10–8 (14 lipca) | 6:3, 6:4 (12 lipca)       |                              | 3–0       | 6–1      | 37–23    | 1.      |

## Pula nagród
| Runda                    | Pieniądze (£) |
| Zwycięzcy                | 26 000        |
| Finaliści                | 22 000        |
| Drugie miejsce w grupie  | 19 000        |
| Trzecie miejsce w grupie | 19 000        |
| Czwarte miejsce w grupie | 19 000        |